# André Rivoire
Pour les articles homonymes, voir Rivoire.
André Rivoire, né à Vienne (Isère) le 5 mai 1872 et mort à Paris le 19 août 1930, est un poète et auteur dramatique français.

## Biographie
André Rivoire entame ses études à l'Institution Robin. Admis en seconde au lycée Ampère de Lyon, il poursuit au lycée Henri-IV. Élève d’Henri Bergson, il se tourne très tôt vers la poésie et publie sous le pseudonyme d’André Suzel. Il est licencié ès lettres.
Après un recueil poétique, Les Vierges (1895)  et une fantaisie dramatique Berthe aux grands pieds (1899), il donne Le Songe de l'Amour (1900) et Le Chemin de l'Oubli (1904) d'une veine intimiste. Parmi ses dix-huit pièces, signalons Le Bon Roi Dagobert (1908) et Roger Bontemps (1920). Son théâtre vaut par une touche délicate et légère et une certaine justesse de l'observation psychologique.
En 1900, il reçoit le prix Archon-Despérouses.
Président de la Société des auteurs et compositeurs dramatiques, il fut décoré de la croix de chevalier de la Légion d'honneur par Jules Claretie le 17 octobre 1908 (il avait été nommé par décret du 22 juillet 1905), puis par Louis Ganderax le 14 mai 1919 lorsqu'il fut promu officier et enfin par le président Raymond Poincaré le 4 avril 1927 lorsqu'il fut promu commandeur.
Il est enterré à Vienne au cimetière de Pipet. Sa ville natale lui a érigé un monument en juin 1932

## Œuvres
Poésie
- Les Vierges (1895)
- Le Plaisir des jours
- Berthe aux grands pieds (1899)
- Le Songe de l'Amour (1900)
- Le Chemin de l'Oubli (1904)

- Poèmes d’amour (1909)
- Rêves et souvenirs (1920) [6]

- « Jeunesse »  (ill. Antoine Calbet), L'Illustration,‎ décembre 1913, p. 26-28 (lire en ligne).

Théâtre
- La Peur de souffrir, pièce en un acte, en prose, représentée le 11 décembre 1899 sur la scène du Théâtre Antoine
- Le Bon Roi Dagobert, Comédie en 4 actes en vers, Théâtre Français le 7 octobre 1908
- L'humble offrande, pièce en un acte en vers, Paris, Théâtre français, 4 mars 1916, prix Capuran de l’Académie française en 1917
- Roger Bontemps, pièce en 3 actes en vers, Théâtre de l'Odéon, 13 mars 1920
- Juliette et Roméo d'après William Shakespeare, Comédie-Française, 1er juin 1920
- La Belle Angevine, en collaboration avec Maurice Donnay, Théâtre des Variétés, 3 avril 1922
- Pardon, Madame, avec Romain Coolus, Théâtre Michel, 18 janvier 1930
- Mandrin, opérette en 4 actes de Josef Szulc, livret André Rivoire et Romain Coolus, Théâtre Mogador, 1934
- Fragonard, comédie musicale en 3 actes et 4 tableaux, livret André Rivoire et Romain Coolus, musique Gabriel Pierné, mise en scène Maurice Lehmann, théâtre de la Porte-Saint-Martin, 17 octobre 1934
- Mon ami Teddy, en collaboration avec Lucien Besnard

Opérette
- Adaptation en français du Paganini de Franz Lehár